# Tour della nazionale maschile di rugby a 15 del Galles 2016

## Risultati

### Itest match
| Arbitro: | Marius Mitrea |

|                                                              |      |                 |
| 20’ Burrell 33’ Watson 43’ B. Youngs 46’ Cliffords 60’ Yarde | mt   | 6’ Evans        |
| 46’ Ford                                                     | tr   | 6’ Biggar       |
|                                                              | c.p. | 14’, 28’ Biggar |

| Arbitro: | Wayne Barnes |

|                                                  |      |                      |
| 15’ J. Savea 18’, 62’ Naholo 68’ Read 80’ Harris | mt   | 9’ Faletau 31’ Webb  |
| 18’, 62’, 68’, 80’ Cruden                        | tr   | 31’ Biggar           |
| 5’, 48’ Cruden                                   | c.p. | 21’, 26’, 53’ Biggar |

| Arbitro: | Jaco Peyper |

|                                                           |      |                                              |
| 20’ Dagg 51’ B. Smith 55’ Barrett 60’ Naholo 65’ A. Savea | mt   | 40’ A.W. Jones 73’ L. Williams 76’ J. Davies |
| 20’ Cruden 51’, 55’, 65’ Barrett                          | tr   | 40’, 73’ Biggar                              |
| 30’ Cruden                                                | c.p. | 17’ Biggar                                   |

| Arbitro: | Jérôme Garcès |

|                                                            |      |                |
| 23’ B. Smith 34’ Moala 44’, 56’ Barrett 62’ Coles 80’ Dagg | mt   |                |
| 34’, 44’, 56’, 62’, 80’ Barrett                            | tr   |                |
| 16’, 27’ Barrett                                           | c.p. | 6’, 18’ Biggar |

### Gli altri incontri
| Arbitro: | Mike Fraser |

|                                                             |    |                |
| 7’ Weber 31’ Sanders 37’ Bird 66’ Lowe 74’ Pulu 77’ McNicol | mt | 55’ Dacey      |
| 7’, 31’, 37’, 66’ Donald 77’ Lowe                           | tr | 56’ Priestland |